# TSIホールディングス
株式会社TSIホールディングス（TSI HOLDINGS CO.,LTD.）は、東京都港区北青山に本社を置くアパレル企業。 ナチュラルビューティーベーシックや ナノユニバースなどを展開するTSIの親会社である。
オンワードホールディングス、ワールド、三陽商会と並んで、大手アパレルの一社。

## 沿革
- 2011年（平成23年）6月1日 - 東京スタイルとサンエー・インターナショナルが、共同株式移転により株式会社TSIホールディングスを設立[3]。
- 2014年（平成26年）
  - 3月3日 - 旧・東京スタイルを東京スタイル資産管理、旧・サンエー・インターナショナルをサンエー・インターナショナル資産管理にそれぞれ商号変更し、分野ごとに両社の事業再編を実施。併せて両社の主な子会社をTSIホールディングスの直接子会社とする[4]。
  - 7月1日 - 本店所在地を東京都千代田区麹町から東京都港区南青山に変更[5]。
  - 9月1日 - TSIホールディングスが東京スタイル資産管理とサンエー・インターナショナル資産管理、系列不動産会社の株式会社ティエスプラザを吸収合併[6]。
- 2021年（令和3年）
  - 3月1日 - 子会社の株式会社サンエー・ビーディーが、同じく子会社の株式会社サンエー・インターナショナル、株式会社TSIグルーヴアンドスポーツ、株式会社ナノ・ユニバース、株式会社アングローバル、株式会社ローズバッド、株式会社アイソラー及び株式会社TSI ECストラテジーを吸収合併し、株式会社TSIへ商号変更[7][1]。子会社の株式会社スピックインターナショナルの全株式をシーズメンに譲渡[8]。
  - 3月12日 - 子会社の株式会社TSIが株式会社TSI・プロダクション・ネットワークを吸収合併[1]。
- 2022年（令和4年）3月1日 - TSIと上野商会、ジャック、アルページュ、スタージョイナス、アンドワールドを吸収合併。同時に、TSIホールディングスがTSIを吸収合併し、新会社「TSI」を発足予定[9]。

## 主要事業子会社
- 株式会社TSI
- 株式会社ジャック
- 株式会社アルページュ
- 株式会社アンドワンダー
- Laline Japan株式会社
- 株式会社HYBES

など